# Baranyahídvég
Baranyahídvég is een plaats (község) en gemeente in het Hongaarse comitaat Baranya. Baranyahídvég telt 234 inwoners (2001).